# Karma Chags-med
Karma Chags-med, född 1613, död 1678, var en tibetansk buddhistisk munk och grundare av inriktningen gNas-mdo bKa'-brgyud, en underinriktning till karmakagyu.
Han föddes i provinsen Kham i Tibet år 1613. Från tidig ålder mottog han nyingmalärdomar från sin far, studerade astrologi, geomanti, och lärde sig magiska ceremonier i syfte att avsvärja olycka och onda krafter.
Han blev munk vid 20 års ålder och studerade därefter under flera av de mest framstående lamorna inom kagyu och nyingma. Vid 27års ålder isolerade han sig från omvärlden i 13 år och skrev ett stort antal buddhistiska verk. Flera av dessa verk sägs ha tillkommit till följd av visioner av gudar, och andra mirakulösa skeenden. Han grundade sedan en underinriktning till karmakagyu, vid namn gNas-mdo bKa'-brgyud.
Han ade ett stort antal lärjungar. Såväl hans verk som den inriktning han skapade utgjorde en blandning mellan inriktningarna kagyu- och nyingmas lärdomar.
Han var mycket engagerad i rena land-buddhistiskt utövande, och enligt Georgios Halkias var han "den största systematiseraren av rena land-buddhistisk rituell litteratur inom tibetansk buddhism". I hans hagiografier sägs det att hans lärdomar skulle leda 100 miljoner medvetna varelser till Sukhavati. Han sägs även ha lett sin mor till Sukhavati. Han skrev även en bön, som enligt [författaren] är den vanligaste bönen i hela Tibet och bland tibetaner i exil. Den heter Aspirerande bön för det rena landet Sukhavati.